# Depastridae
Le Depastridae (Haeckel, 1879) sono una famiglia di cnidari Staurozoa.Sono meduse sessili peduncolate; i membri di questa famiglia si distinguono dagli altri cleistocarpidi per avere quattro muscoli longitudinali lungo tutto il peduncolo. Hanno inoltre tentacoli primari periradiali e interradiali.

## Sistematica
Le Depastridae includono quattro generi e circa dieci specie riconosciute.  I generi elencati da World Register of Marine Species (WoRMS) sono i seguenti:
- Depastromorpha (Carlgren, 1935)
- Depastrum (Gosse, 1858)
- Halimocyathus (James-Clark, 1863)
- Manania (James-Clark, 1863)

Integrated Taxonomic Information System (ITIS) suddivide le Depastridae in tre sottofamiglie:
- Craterolophinae (classificata invece come una famiglia da WoRMS: le Craterolophidae)
- Depastrinae
  - Depastromorpha (Carlgren, 1935
  - Depastrum (Gosse, 1858)
- Thaumatoscyphinae
  - Halimocyathus (James-Clark, 1863)
  - Manania (James-Clark, 1863)